# Alaska - Sfida tra i ghiacci
Alaska - Sfida tra i ghiacci (Kevin of the North) è un film comico statunitense del 2001 diretto da Bob Spiers con Leslie Nielsen e Natasha Henstridge.

## Trama
Kevin Manley è un giovane che vive a Canoga Park, un quartiere di Los Angeles, e lavora per un'agenzia di viaggi, ma non è soddisfatto della vita monotona che fa e vorrebbe provare a vivere l'avventura. 
Un giorno, mentre è al lavoro, gli arriva una lettera che lo informa che suo nonno, che viveva in Alaska è morto, e come unico erede gli spetta l'eredità: licenziatosi dal lavoro, vola in Alaska con tutti i suoi risparmi, ma al suo arrivo trova diverse complicazioni. La sua valigia viene rubata da uno strano addetto ai bagagli e affronta un rocambolesco viaggio in taxi per raggiungere il mittente della lettera. 
Raggiunta la destinazione e cioè la casa di Thornton, che si scopre essere stato lui travestito l'addetto ai bagagli all'aeroporto e il taxista, con un veloce cambio d'abiti lo fa entrare in casa e lo informa: l'eredità ricevuta dal nonno consiste in una sperduta capanna e del terreno annesso, che potrà ereditare alla condizione che Kevin partecipi ad una gara che consiste nel correre nella neve con una slitta trainata da cani. Clive Thorton consegna a Kevin anche un baule che apparteneva sempre a suo nonno. 
Mentre prende tempo per pensarci, una sera Kevin entra in un bar dove vede una donna molto affascinante, Bonnie. Un tizio, Ned Parker, cerca di corteggiarla, ma Bonnie respinge le sue avance e quando Ned ci va pesante sul lavoro che faceva sua nonna, Bonnie rinfaccia le scarse doti fisiche del nonno di Parker. Kevin sente tutto e si mette a ridere, quindi Ned decide di vendicarsi facendogli provare l'ebbrezza della coperta eschimese. Bonnie assiste alla scena, si dispiace e decide di offrirgli un passaggio fino all'hotel dove alloggia. Tornato all'hotel, Kevin apre il baule e dentro, insieme ad altre cose, vi trova il diario del nonno: leggendolo viene a sapere delle avventure incredibili del suo antenato, che ha posseduto dell'oro, e un certo Livengood ha cercato di derubarglielo.
Il mattino seguente Clive fa visita a Kevin, e cerca di convincerlo a non partecipare alla corsa, mostrandogli i rischi a cui andrebbe incontro. Ma Kevin è deciso a parteciparvi e quindi va a iscriversi, per poi comprare tutto l'equipaggiamento e chiedere a Bonnie di potergli insegnare a correre: lei gli confida che partecipa alla gara solo per evitare di andare a letto con Parker, oltre a dirgli che di cognome è una Livengood, facendo intuire a Kevin che il nonno di Bonnie è lo stesso Livengood di cui ha trovato il nome scritto nel diario del nonno. 
Intanto Clive, capito che Kevin è deciso a partecipare alla gara, ingaggia Carter per il compito di mettergli i bastoni tra le ruote in modo che non possa gareggiare. Durante la notte Kevin va a ballare e ci trova anche Bonnie e i due ballano insieme. Parker si fa avanti e le chiede di ballare insieme a lui ma Bonnie si rifiuta e nella conversazione Parker gli rivela che Kevin è un Manley. A quel punto Bonnie picchia Kevin, perché sa che il nonno di Kevin ha ucciso suo nonno lasciando sua nonna con una figlia e costretta a prostituirsi per vivere, ma quest'ultimo cerca di spiegarle che leggendo il diario del proprio nonno, ha scoperto che invece era stato suo nonno a cercare di ucciderlo, per rubargli l'oro che aveva trovato. Ma questo è solo l'inizio: tornato all'hotel, scopre che i cani gli son stati rubati e la capanna bruciata e tutto l'equipaggiamento necessario alla gara perduto.
Deciso a ritirarsi, gli compare lo spirito del nonno che gli dà forza e coraggio per andare avanti. Kevin ricompra tutto l'equipaggiamento compresi i cani, non propriamente adatti alla gara da slitta e si presenta ala partenza, sorprendendo Clive e Carter: Thornton raccomanda a Carter di impedirgli a qualunque costo di finire la corsa, così al primo accampamento notturno Carter sfilaccia la corda della slitta che lo tiene unito ai cani, così al mattino quando Kevin si trova a correre con Bonnie, la corda si spezza e finisce fuori tracciato. Viene soccorso da una tribù di indiani che lo scongelano e gli fanno riprendere conoscenza: inoltre, gli consegnano una pozione che gli permetterà di far colpo sulle donne. Al secondo accampamento Thornton chiede a Carter se Kevin sia morto, e Carter asserisce, ma improvvisamente Manley ricompare con slitta e cani, in perfetta forma suscitando anche la felicità di Bonnie: Thornton decide che d'ora in avanti si occuperà lui di Manley.
Col proseguire dei giorni Kevin coi suoi cani riesce a intraprendere un buon rapporto nonostante Thornton gli riserbi brutte sorprese durante il percorso. Durante una notte in tenda, Bonnie vienne molestata da Parker. Kevin sopprime il molestatore vendicandosi anche del gioco che gli aveva fatto al bar la prima volta che aveva visto Bonnie. Tra Manley e Livengood si riallacciano buoni rapporti e Kevin gli mostra il diario del nonno e gli racconta dell'oro che avevano trovato e nascosto i rispettivi nonni, ma Bonnie si rifiuta di credere alla storia. Kevin raggiunge la capanna del nonno nella speranza di trovare qualche indizio di dove è nascosto il tesoro, ma ancora una volta Thornton cerca di metterlo fuori gioco, stavolta con la dinamite. Bonnie sente l'esplosione e si reca anche lei alla capanna dove trova Kevin ancora vivo. Determinati nel voler vincere la gara, capiscono che l'unico modo per arrivare primi al traguardo è prendere la scorciatoia detta gola del diavolo, dove Bonnie ha vissuto una brutta esperienza l'anno prima. Kevin la incita ad andare con lui e a dimenticare il passato, scavando un rifugio nella neve per ripararsi dalla bufera. Nel passare la notte con Bonnie, Kevin beve la pozione data dagli indiani che si rivela essere efficace. Il mattino Bonnie trova nella pelliccia di Kevin (che apparteneva al nonno) la mappa del tesoro. Convintasi che l'oro esiste i due vanno a prenderlo, ma fa irruzione Thornton con Carter che rubano l'oro, rapiscono Bonnie e intrappolano Kevin nella neve. Kevin con l'aiuto dei suoi fidati cani riesce a liberarsi e a riprendere la corsa superando all'ultimo ostacolo prima Parker e poi Carter prima di tagliare il traguardo per primo; e a proseguire la corsa raggiungendo Thornton per liberare Bonnie e recuperare l'oro. Mentre Thornton e Carter vengono arrestati, si corona così il sogno di Kevin di vivere un'avventura e costruire sul terreno lasciatogli da suo nonno una bella casa e quindi una famiglia insieme a Bonnie. 